# Liste des chefs d'État de Corée
Ceci est une liste des chefs d'État de Corée (c'est-à-dire les rois, les empereurs et les présidents) qui gouvernèrent la Corée.
Le premier monarque supposé de la Corée est le roi légendaire Tangun qui aurait régné de 2333 av. J.-C. à 2240 av. J.-C.. Le dernier dirigeant de la Corée unifiée est l'empereur Sunjong qui régna du 20 juillet 1907 jusqu'au Traité d'annexion de la Corée le 22 août 1910. Après quoi le pays a été gouverné par le Japon puis par les États-Unis avant d'être séparée en deux pays distincts, la Corée du Nord et la Corée du Sud.
Le premier président de la Corée du Sud est Syngman Rhee et l'actuel est Yoon Suk-yeol. Le premier dirigeant de la Corée du Nord est Kim Tu-bong et l'actuel est Kim Jong-un.

## Chronologie
|  |

## Période des États du nord et du sud

### Balhae
| #  | Nom de temple     | Nom de temple | Nom de temple | Période de règne | Période de règne |
| #  | Occidentalisation | Hangeul       | Hanja         | Période de règne | Période de règne |
| -- | ----------------- | ------------- | ------------- | ---------------- | ---------------- |
| 1  | Go                | 고왕          | 高王          | 699              | 719              |
| 2  | Mu                | 무왕          | 武王          | 719              | 737              |
| 3  | Mun               | 문왕          | 文王          | 737              | 793              |
| 4  | Dae Won-ui        | 대원의        | 大元義        | 793              | 793              |
| 5  | Seong             | 성왕          | 成王          | 793              | 794              |
| 6  | Gang              | 강왕          | 康王          | 794              | 809              |
| 7  | Jeong             | 정왕          | 定王          | 809              | 812              |
| 8  | Hui               | 희왕          | 僖王          | 812              | 817              |
| 9  | Gan               | 간왕          | 簡王          | 817              | 818              |
| 10 | Seon              | 선왕          | 宣王          | 818              | 830              |
| 11 | Dae Ijin          | 대이진        | 大彝震        | 830              | 857              |
| 12 | Dae Geonhwang     | 대건황        | 大虔晃        | 857              | 871              |
| 13 | Dae Hyeonseok     | 대현석        | 大玄錫        | 871              | 894              |
| 14 | Dae Wihae         | 대위해        | 大瑋瑎        | 894              | 906              |
| 15 | Dae Inseon        | 대인선        | 大諲譔        | 906              | 926              |

## Période tardive des Trois Royaumes

### Taebong
| # | Nom de temple     | Nom de temple | Nom de temple | Période de règne | Période de règne |
| # | Occidentalisation | Hangeul       | Hanja         | Période de règne | Période de règne |
| - | ----------------- | ------------- | ------------- | ---------------- | ---------------- |
| 1 | Gung Ye           | 궁예          | 弓裔          | 901              | 918              |

### Hubaekje
| # | Nom de temple     | Nom de temple | Nom de temple | Période de règne | Période de règne |
| # | Occidentalisation | Hangeul       | Hanja         | Période de règne | Période de règne |
| - | ----------------- | ------------- | ------------- | ---------------- | ---------------- |
| 1 | Gyeon Hwon        | 견훤          | 甄萱          | 900              | 935              |
| 2 | Gyeon Singeom     | 견신검        | 甄神劍        | 935              | 936              |

## Dynastie Goryeo
| #  | Nom de temple     | Nom de temple     | Nom de temple | Nom de temple | Période de règne | Période de règne |
| #  | Occidentalisation | Occidentalisation | Hangeul       | Hanja         | Période de règne | Période de règne |
| -- | ----------------- | ----------------- | ------------- | ------------- | ---------------- | ---------------- |
| 1  |                   | Taejo             | 태조          | 王建          | 918              | 943              |
| 2  |                   | Hyejong           | 혜종황제      | 恵宗          | 943              | 945              |
| 3  |                   | Jeongjong         | 정종          | 定宗          | 945              | 949              |
| 4  |                   | Gwangjong         | 광종          | 光宗          | 949              | 975              |
| 5  |                   | Gyeongjong        | 경종          | 景宗          | 975              | 981              |
| 6  |                   | Seongjong         | 성종          | 成宗          | 981              | 997              |
| 7  |                   | Mokjong           | 목종          | 穆宗          | 997              | 1009             |
| 8  |                   | Hyeonjong         | 현종          | 顯宗          | 1009             | 1031             |
| 9  |                   | Deokjong          | 덕종          | 德宗          | 1031             | 1034             |
| 10 |                   | Jeongjong II      | 정종          | 靖宗          | 1034             | 1046             |
| 11 |                   | Munjong           | 문종          | 文宗          | 1046             | 1083             |
| 12 |                   | Sunjong           | 순종          | 順宗          | 1083             | 1083             |
| 13 |                   | Seonjong          | 선종          | 宣宗          | 1083             | 1094             |
| 14 |                   | Heonjong          | 헌종          | 獻宗          | 1094             | 1095             |
| 15 |                   | Sukjong           | 숙종          | 肅宗          | 1095             | 1105             |
| 16 |                   | Yejong            | 예종          | 睿宗          | 1105             | 1122             |
| 17 |                   | Injong            | 인종          | 仁宗          | 1122             | 1146             |
| 18 |                   | Uijong            | 의종          | 毅宗          | 1146             | 1170             |
| 19 |                   | Myeongjong        | 명종          | 明宗          | 1170             | 1197             |
| 20 |                   | Sinjong           | 신종          | 神宗          | 1197             | 1204             |
| 21 |                   | Huijong           | 희종          | 熙宗          | 1204             | 1211             |
| 22 |                   | Gangjong          | 강종          | 康宗          | 1211             | 1213             |
| 23 |                   | Gojong            | 고종          | 高宗          | 1213             | 1259             |
| 24 |                   | Wonjong           | 원종          | 元宗          | 1260             | 1274             |
| 25 |                   | Chungnyeol        | 충렬왕        | 忠烈王        | 1274             | 1308             |
| 26 |                   | Chungseon         | 충선왕        | 忠宣王        | 1308             | 1313             |
| 27 |                   | Chungsuk          | 충숙왕        | 忠肅王        | 1313             | 1330             |
| 27 | 1332              | Chungsuk          | 충숙왕        | 忠肅王        | 1339             |                  |
| 28 |                   | Chunghye          | 충혜왕        | 忠惠王        | 1330             | 1332             |
| 28 | 1340              | Chunghye          | 충혜왕        | 忠惠王        | 1344             |                  |
| 29 |                   | Chungmok          | 충목왕        | 忠穆王        | 1344             | 1348             |
| 30 |                   | Chungjeong        | 충정왕        | 忠定王        | 1348             | 1351             |
| 31 |                   | Kongmin           | 공민왕        | 恭愍王        | 1351             | 1374             |
| 32 |                   | U                 | 우왕          | 禑王          | 1374             | 1388             |
| 33 |                   | Chang             | 창왕          | 昌王          | 1388             | 1389             |
| 34 |                   | Gongyang          | 공양왕        | 恭讓王        | 1389             | 1392             |

## Dynastie Joseon
| #  | Nom de temple     | Nom de temple     | Nom de temple | Nom de temple | Période de règne | Période de règne |
| #  | Occidentalisation | Occidentalisation | Hangeul       | Hanja         | Période de règne | Période de règne |
| -- | ----------------- | ----------------- | ------------- | ------------- | ---------------- | ---------------- |
| 1  |                   | Taejo             | 태조          | 太祖          | 1392             | 1398             |
| 2  |                   | Jeongjong         | 정종          | 定宗          | 1398             | 1400             |
| 3  |                   | Taejong           | 태종          | 太宗          | 1400             | 1418             |
| 4  |                   | Sejong le Grand   | 세종          | 世宗          | 1418             | 1450             |
| 5  |                   | Munjong           | 문종          | 文宗          | 1450             | 1452             |
| 6  |                   | Danjong           | 단종          | 端宗          | 1452             | 1455             |
| 7  |                   | Sejo              | 세조          | 世祖          | 1455             | 1468             |
| 8  |                   | Yejong            | 예종          | 睿宗          | 1468             | 1469             |
| 9  |                   | Seongjong         | 성종          | 成宗          | 1469             | 1494             |
| 10 |                   | Yeonsangun        | 연산군        | 燕山君        | 1494             | 1506             |
| 11 |                   | Jungjong          | 중종          | 中宗          | 1506             | 1544             |
| 12 |                   | Injong            | 인종          | 仁宗          | 1544             | 1545             |
| 13 |                   | Myeongjong        | 명종          | 明宗          | 1545             | 1567             |
| 14 |                   | Seonjo            | 선조          | 宣祖          | 1567             | 1608             |
| 15 |                   | Gwanghaegun       | 광해군        | 光海君        | 1608             | 1623             |
| 16 |                   | Injo              | 인조          | 仁祖          | 1623             | 1649             |
| 17 |                   | Hyojong           | 효종          | 孝宗          | 1649             | 1659             |
| 18 |                   | Hyeonjong         | 현종          | 顯宗          | 1659             | 1674             |
| 19 |                   | Sukjong           | 숙종          | 肅宗          | 1674             | 1720             |
| 20 |                   | Gyeongjong        | 경종          | 景宗          | 1720             | 1724             |
| 21 |                   | Yeongjo           | 영조          | 英祖          | 1724             | 1776             |
| 22 |                   | Jeongjo           | 정조          | 正祖          | 1776             | 1800             |
| 23 |                   | Sunjo             | 순조          | 純祖          | 1800             | 1834             |
| 24 |                   | Heonjong          | 헌종          | 憲宗          | 1834             | 1849             |
| 25 |                   | Cheoljong         | 철종          | 哲宗          | 1849             | 1863             |

## Empire coréen
| # | Nom de temple     | Nom de temple     | Nom de temple | Nom de temple | Période de règne | Période de règne |
| # | Occidentalisation | Occidentalisation | Hangeul       | Hanja         | Période de règne | Période de règne |
| - | ----------------- | ----------------- | ------------- | ------------- | ---------------- | ---------------- |
| 1 |                   | Kojong            | 고종          | 高宗          | 1863             | 1907             |
| 2 |                   | Sunjong           | 순종          | 純宗          | 1907             | 1910             |

## Annexion japonaise

### Règnes japonais sur la Corée
| #   | Nom de règne | Nom de règne | Kanji    | Dates de règne sur la Corée | Dates de règne sur la Corée |
| --- | ------------ | ------------ | -------- | --------------------------- | --------------------------- |
| 122 |              | Meiji        | 明治天皇 | 22 août 1910                | 30 juillet 1912             |
| 123 |              | Taishō       | 大正天皇 | 30 juillet 1912             | 25 décembre 1926            |
| 124 |              | Hirohito     | 裕仁     | 25 décembre 1926            | 8 septembre 1945            |

### Gouvernement américain
Du 8 septembre 1945 au 15 août 1948, la Corée est gouvernée par l'armée des États-Unis. Les chefs de l'État pendant cette période sont donc le président Harry S. Truman, le chef de l'armée le général Douglas MacArthur et celui qu'il a désigné comme étant responsable des affaires sur place, le lieutenant-général John R. Hodge.

### Gouvernement provisoire de la République de Corée
| #  | Nom de temple     | Nom de temple     | Nom de temple | Nom de temple | Dates du mandat   | Dates du mandat   |
| #  | Occidentalisation | Occidentalisation | Hangeul       | Hanja         | Dates du mandat   | Dates du mandat   |
| -- | ----------------- | ----------------- | ------------- | ------------- | ----------------- | ----------------- |
| 1  |                   | Syngman Rhee      | 이승만        | 李承晩        | 11 septembre 1919 | 21 mars 1925      |
| 2  |                   | Park Eun-sik      | 박은식        | 朴殷植        | 24 mars 1925      | 24 septembre 1925 |
| 3  |                   | Yi Sang-ryong     | 이상룡        | 李相龍        | 24 septembre 1925 | 3 janvier 1926    |
| 4  |                   | Yi Dongnyeong     | 이동녕        | 李東寧        | 3 janvier 1926    | 7 juillet 1926    |
| 5  |                   | Hong Jin          | 홍진          | 洪震          | 7 juillet 1926    | 14 décembre 1926  |
| 6  |                   | Kim Koo           | 김구          | 金九          | 14 décembre 1926  | 19 août 1927      |
| 7  |                   | Yi Dongnyeong     | 이동녕        | 李東寧        | 19 août 1927      | 1er octobre 1933  |
| 8  |                   | Yang Gi-tak       | 양기탁        | 梁起鐸        | 1er octobre 1933  | 1er octobre 1935  |
| 9  |                   | Yi Dongnyeong     | 이동녕        | 李東寧        | 1er octobre 1935  | 13 mars 1940      |
| 10 |                   | Kim Koo           | 김구          | 金九          | 13 mars 1940      | 24 juillet 1948   |

## Partition de la Corée

### Corée du Nord
| # | Nom de temple     | Nom de temple     | Nom de temple | Nom de temple | Dates du mandat  | Dates du mandat  |
| # | Occidentalisation | Occidentalisation | Hangeul       | Hanja         | Dates du mandat  | Dates du mandat  |
| - | ----------------- | ----------------- | ------------- | ------------- | ---------------- | ---------------- |
| 1 |                   | Kim Il-sung       | 김일성        | 金日成        | 9 septembre 1948 | 8 juillet 1994   |
| 2 |                   | Kim Jong-il       | 김정일        | 金正日        | 8 juillet 1994   | 17 décembre 2011 |
| 3 |                   | Kim Jong-un       | 김정은        | 金正恩        | 29 décembre 2011 | en cours         |

### Corée du Sud
| #                                   | Nom de temple              | Nom de temple     | Nom de temple | Nom de temple | Dates du mandat    | Dates du mandat |
| #                                   | Occidentalisation          | Occidentalisation | Hangeul       | Hanja         | Dates du mandat    | Dates du mandat |
| ----------------------------------- | -------------------------- | ----------------- | ------------- | ------------- | ------------------ | --------------- |
| 1                                   |                            | Syngman Rhee      | 이승만        | 李承晩        | 24 juillet 1948    | 27 avril 1960   |
| 2                                   |                            | Yun Po-sun        | 윤보선        | 尹潽善        | 12 août 1960       | 24 mars 1962    |
| 3                                   |                            | Park Chung-hee    | 박정희        | 朴正熙        | 24 mars 1962       | 26 octobre 1979 |
| Intérim assuré par Choi Kyu-ha      |                            |                   |               |               |                    |                 |
| 4                                   |                            | Choi Kyu-ha       | 최규하        | 崔圭夏        | 6 décembre 1979    | 16 août 1980    |
| Intérim assuré par Park Choong-hoon |                            |                   |               |               |                    |                 |
| 5                                   |                            | Chun Doo-hwan     | 전두환        | 全斗煥        | 1er septembre 1980 | 24 février 1988 |
| 6                                   |                            | Roh Tae-woo       | 노태우        | 盧泰愚        | 25 février 1988    | 24 février 1993 |
| 7                                   |                            | Kim Young-sam     | 김영삼        | 金大中        | 25 février 1993    | 24 février 1998 |
| 8                                   |                            | Kim Dae-jung      | 김대중        | 金大中        | 25 février 1998    | 24 février 2003 |
| 9                                   |                            | Roh Moo-hyun      | 노무현        | 盧武鉉        | 25 février 2003    | 12 mars 2004    |
| 9                                   | Intérim assuré par Goh Kun |                   |               |               |                    |                 |
| 9                                   |                            | Roh Moo-hyun      | 노무현        | 盧武鉉        | 14 mai 2004        | 24 février 2008 |
| 10                                  |                            | Lee Myung-bak     | 이명박        | 李明博        | 25 février 2008    | 24 février 2013 |
| 11                                  |                            | Park Geun-hye     | 박근혜        | 朴槿惠        | 25 février 2013    | 10 mars 2017    |
| Intérim assuré par Hwang Kyo-ahn    |                            |                   |               |               |                    |                 |
| 12                                  |                            | Moon Jae-In       | 문재인        | 文在寅        | 10 mai 2017        | 10 mai 2022     |
| 13                                  |                            | Yoon Seok-yeol    | 윤석열        | 尹錫烈        | 10 mai 2022        | en cours        |